# Tomáš Mikyska
Tomáš Mikyska (* 2. února 2000 Ústí nad Orlicí) je český reprezentant v biatlonu. Do roku 2019 závodil v nižší světové soutěži – IBU Cup; od sezóny 2020/2021 nastupuje v hlavní soutěži – Světovém poháru.
Biatlonu se věnuje od roku 2007. Ve světovém poháru debutoval v listopadu 2020 ve finském Kontiolahti. Jeho nejlepší individuálním umístěním je 10. místo z vytrvalostního závodu na mistrovství světa 2024 v Novém Městě na Moravě.
Na mistrovství světa juniorů získal v rakouském Obertilliachu v roce 2021 bronzovou medaili ve štafetě.

## Výsledky

### Olympijské hry a mistrovství světa
| Sezóna  | Akce | Místo                | SP  | SZ  | HZ  | IZ  | ŠT | SŠT | SZD | Věk    |
| ------- | ---- | -------------------- | --- | --- | --- | --- | -- | --- | --- | ------ |
| 2022/23 | MS   | Oberhof              | 60. | 31. | 14. | 14. | 4. | 5.  | –   | 22 let |
| 2023/24 | MS   | Nové Město na Moravě | 33. | 27. | 26. | 10. | 7. | 14. | –   | 23 let |
| 2024/25 | MS   | Lenzerheide          | –   | –   | –   | 63. | 6. | –   | –   | 24 let |

Poznámka: Výsledky z mistrovství světa ani z olympijských her se do celkového hodnocení světového poháru nezapočítávají.

### Světový pohár
Sezóna 2020/21
| ČSP              | Místo                    | SP             | SZ             | HZ             | IZ             | ŠT             | SŠT            | SZD            | STŘ            |
| ---------------- | ------------------------ | -------------- | -------------- | -------------- | -------------- | -------------- | -------------- | -------------- | -------------- |
| 1.               | Kontiolahti              | 60.            | –              | –              | –              | –              | –              | –              | 90 %           |
| 2.               | Kontiolahti (2)          | –              | –              | –              | –              | 7.             | –              | –              | 100 %          |
| 3.               | Hochfilzen               | –              | –              | –              | –              | 5.             | –              | –              | 90 %           |
| 4.               | Hochfilzen (2)           | nezúčastnil se | nezúčastnil se | nezúčastnil se | nezúčastnil se | nezúčastnil se | nezúčastnil se | nezúčastnil se | nezúčastnil se |
| 5.               | Oberhof                  | 64.            | –              | –              | –              | –              | –              | –              | 90 %           |
| 6.               | Oberhof (2)              | nezúčastnil se | nezúčastnil se | nezúčastnil se | nezúčastnil se | nezúčastnil se | nezúčastnil se | nezúčastnil se | nezúčastnil se |
| 7.               | Anterselva               | nezúčastnil se | nezúčastnil se | nezúčastnil se | nezúčastnil se | nezúčastnil se | nezúčastnil se | nezúčastnil se | nezúčastnil se |
| 8.               | Nové Město na Moravě     | nezúčastnil se | nezúčastnil se | nezúčastnil se | nezúčastnil se | nezúčastnil se | nezúčastnil se | nezúčastnil se | nezúčastnil se |
| 9.               | Nové Město na Moravě (2) | nezúčastnil se | nezúčastnil se | nezúčastnil se | nezúčastnil se | nezúčastnil se | nezúčastnil se | nezúčastnil se | nezúčastnil se |
| 10.              | Östersund                | –              | –              | –              | –              | –              | –              | –              |                |
| Celkové umístění | Celkové umístění         | -              | -              | -              | -              | 10.            | -              | -              | 90 %           |
| Celkové umístění | Celkové umístění         | 0 bodů         |                |                |                | 10.            | -              | -              | 90 %           |

Sezóna 2021/22

Nestartoval
Sezóna 2022/23
| ČSP              | Místo                | SP             | SZ             | HZ             | IZ             | ŠT             | SŠT            | SZD            | STŘ            |
| ---------------- | -------------------- | -------------- | -------------- | -------------- | -------------- | -------------- | -------------- | -------------- | -------------- |
| 1.               | Kontiolahti          | 42.            | 32.            | –              | 66.            | 5.             | –              | –              | 85 %           |
| 2.               | Hochfilzen           | 37.            | 29.            | –              | –              | 8.             | –              | –              | 82 %           |
| 3.               | Annecy               | 30.            | 36.            | –              | –              | –              | –              | –              | 90 %           |
| 4.               | Pokljuka             | nezúčastnil se | nezúčastnil se | nezúčastnil se | nezúčastnil se | nezúčastnil se | nezúčastnil se | nezúčastnil se | nezúčastnil se |
| 5.               | Ruhpolding           | nezúčastnil se | nezúčastnil se | nezúčastnil se | nezúčastnil se | nezúčastnil se | nezúčastnil se | nezúčastnil se | nezúčastnil se |
| 6.               | Anterselva           | 76.            | –              | –              | –              | 6.             | –              | –              | 75 %           |
| 7.               | Nové Město na Moravě | 39.            | 37.            | –              | –              | –              | 7.             | –              | 73 %           |
| 8.               | Östersund            | –              | –              | –              | 56.            | 11.            | –              | –              | 69 %           |
| 9.               | Holmenkollen         | 38.            | 24.            | –              | –              | –              | –              | –              | 93 %           |
| Celkové umístění | Celkové umístění     | 55.            | 38.            | –              | –              | 8.             | 10.            | 10.            | 82 %           |
| Celkové umístění | Celkové umístění     | 67 bodů (52.)  |                |                |                | 8.             | 10.            | 10.            | 82 %           |

#### Sezóna 2023/2024

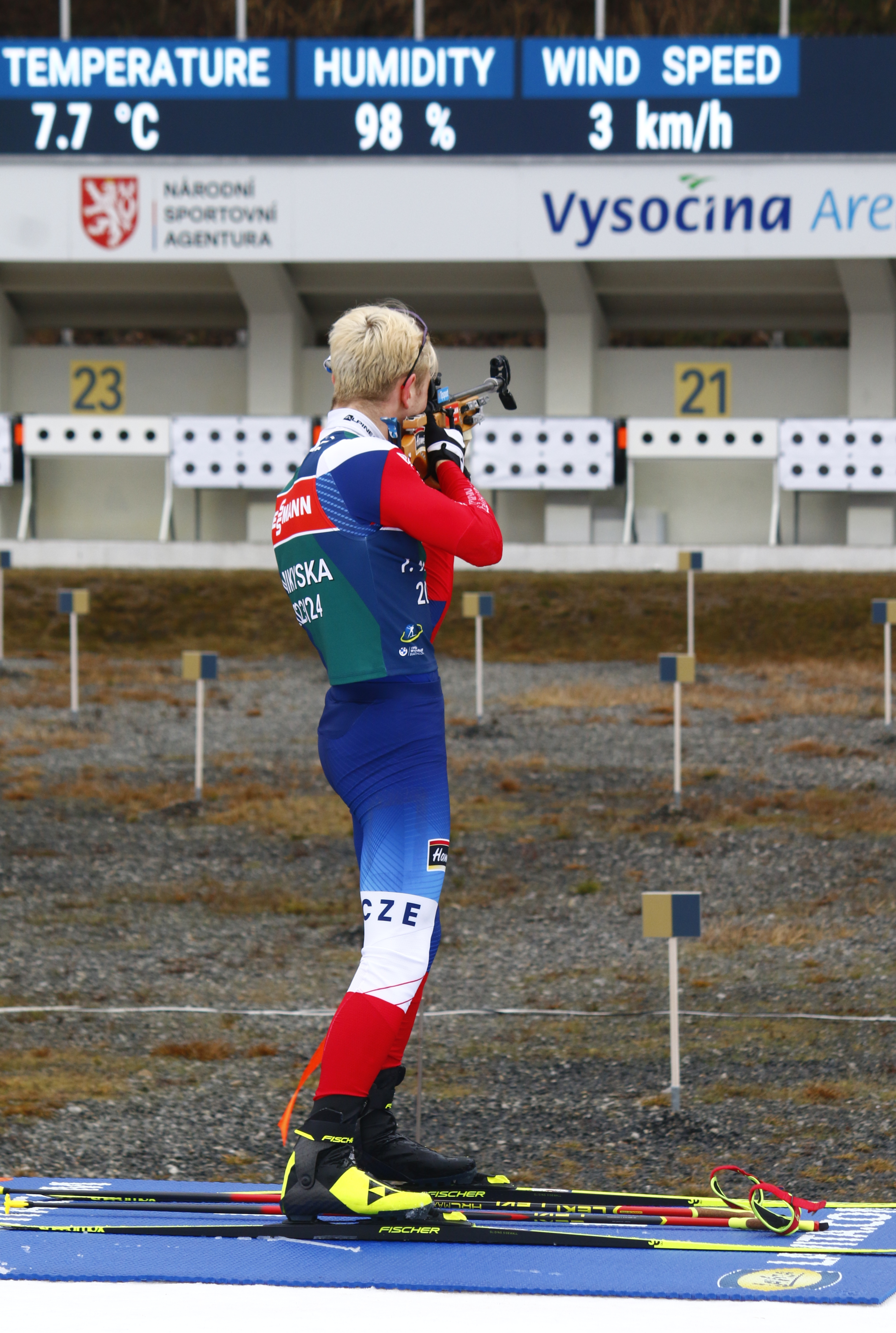
Tomáš Mikyska na Mistrovství světa 2024

| ČSP              | Místo             | SP          | SZ          | HZ          | IZ          | ŠT          | SŠT         | SZD         |
| ---------------- | ----------------- | ----------- | ----------- | ----------- | ----------- | ----------- | ----------- | ----------- |
| 1.               | Östersund         | nestartoval | nestartoval | nestartoval | nestartoval | nestartoval | nestartoval | nestartoval |
| 2.               | Hochfilzen        | nestartoval | nestartoval | nestartoval | nestartoval | nestartoval | nestartoval | nestartoval |
| 3.               | Lenzerheide       | nestartoval | nestartoval | nestartoval | nestartoval | nestartoval | nestartoval | nestartoval |
| 4.               | Oberhof           | 40.         | DNS         | ×           | ×           | 6.          | ×           | ×           |
| 5.               | Ruhpolding        | DNS         | –           | ×           | ×           | 9.          | ×           | ×           |
| 6.               | Anterselva        | ×           | ×           | –           | 47.         | ×           | 6.          | –           |
| 8.               | Oslo-Holmenkollen | ×           | ×           | –           | 57.         | ×           | 7.          | –           |
| 9.               | Soldier Hollow    | nestartoval | nestartoval | nestartoval | nestartoval | nestartoval | nestartoval | nestartoval |
| 10.              | Canmore           | nestartoval | nestartoval | nestartoval | nestartoval | nestartoval | nestartoval | nestartoval |
| Celkové umístění | Celkové umístění  | 78.         | nkl.        | nkl.        | nkl.        | 9.          | 9.          | 9.          |
| Celkové umístění | Celkové umístění  | 1 bod (94.) |             |             |             | 9.          | 9.          | 9.          |

#### Sezóna 2024/2025
| ČSP              | Místo                | SP            | SZ          | HZ          | IZ          | ŠT          | SŠT         | SZD         |
| ---------------- | -------------------- | ------------- | ----------- | ----------- | ----------- | ----------- | ----------- | ----------- |
| 1.               | Kontiolahti          | 75.           | ×           | –           | DNS         | –           | –           | –           |
| 2.               | Hochfilzen           | 94.           | –           | ×           | ×           | –           | ×           | ×           |
| 3.               | Annecy               | nestartoval   | nestartoval | nestartoval | nestartoval | nestartoval | nestartoval | nestartoval |
| 4.               | Oberhof              | nestartoval   | nestartoval | nestartoval | nestartoval | nestartoval | nestartoval | nestartoval |
| 5.               | Ruhpolding           | nestartoval   | nestartoval | nestartoval | nestartoval | nestartoval | nestartoval | nestartoval |
| 6.               | Anterselva           | nestartoval   | nestartoval | nestartoval | nestartoval | nestartoval | nestartoval | nestartoval |
| 7.               | Nové Město na Moravě | 36.           | 33.         | ×           | ×           | 10.         | ×           | ×           |
| 8.               | Pokljuka             | ×             | ×           | –           | 47.         | ×           | 8.          | –           |
| 9.               | Oslo-Holmenkollen    | 32.           | 36.         | –           | ×           | ×           | ×           | ×           |
| Celkové umístění | Celkové umístění     | 62.           | 58.         | –           | nkl.        | 8.          | 11.         | 11.         |
| Celkové umístění | Celkové umístění     | 27 bodů (64.) |             |             |             | 8.          | 11.         | 11.         |

### Juniorská mistrovství
| Sezóna  | D   | Místo          | SP  | SZ  | IZ  | ŠT | Věk    |
| ------- | --- | -------------- | --- | --- | --- | -- | ------ |
| 2018/19 | MSJ | Osrblie        | –   | –   | –   | 6. | 18 let |
| 2019/20 | MSJ | Lenzerheide    | 21. | 19. | 53. | 6. | 19 let |
| 2020/21 | MSJ | Obertilliach   | 12. | 10. | 20. | 3. | 20 let |
| 2021/22 | MSJ | Soldier Hollow | 18. | 8.  | 11. | 4. | 22 let |